# Bandera de Virgínia Occidental
La bandera de Virgínia Occidental es compon de l'escut d'armes de l'estat en un camp blanc amb una vora de color blau fosc. L'escut d'armes, que es basa principalment en el segell de l'estat, es presenta al centre de la bandera. L'escut simbolitza els principals recursos i activitats de l'estat. L'anvers del segell porta la llegenda de State of West Virginia (Estat de Virgínia Occidental), juntament amb el lema de l'estat, Montani Semper Liberi (Els muntanyencs sempre són lliures). Un agricultor, a l'esquerra, i un miner, a la dreta d'una gran roca coberta d'heura que porta la data de l'ingrés de l'Estat a la Unió, el 20 de juny de 1863. Davant de la roca es troben dos fusells en els quals descansa un barret frigi vermell, o gorra de la llibertat. La meitat inferior de l'escut d'armes és coronada per un Rododèndron, la flor de l'estat The current flag was adopted by the West Virginia legislature on 7 March 1929. El blanc representa la puresa, mentre que la vora blava representa la Unió. L'actual bandera va ser aprovada pel parlament de Virgínia Occidental, el 7 de març de 1929.
El 2001, l'Associació Vexil·lològica Nord-americana va realitzar una enquesta entre els seus membres on es triaven els millors dissenys de 72 banderes dels EUA i el Canadà, en finalitzar-la la bandera de Virgínia va quedar en la posició 51 d'entre les 72 banderes.